# Gengis Kan
Gengis Kan (mongol moderno Чингис хаан, Chinguis Jaan [t͡ʃʰíŋgɪs χâːɴ]ⓘ; mongol clásico: ᠴᠢᠩᠭᠢᠰ ᠬᠠᠭᠠᠨ ver en grande, "Chiñguis Jagan") (nacido Temuyín; Dulun Boldak, ca. 1162 -Yinchuan, 18 de agosto de 1227) fue un guerrero y conquistador mongol que unificó a las tribus nómadas de esta etnia del norte de Asia, fundador y primer Gran Kan del Imperio mongol, considerado el imperio contiguo más grande de la historia. Bajo su liderazgo como Gran Kan, los mongoles comenzaron una oleada de conquistas que extendió su dominio a un vasto territorio, desde Europa Oriental hasta el océano Pacífico, y desde Siberia hasta Mesopotamia, la India e Indochina. En la primera fase de esta expansión, las hordas mongolas conquistaron importantes reinos de Asia, como el Imperio Jin del norte de China (1211-1216), el Imperio tanguta, el kanato de Kara-Kitai, el Imperio corasmio o la dinastía Song en el sur de China.
Sus excepcionales éxitos militares convirtieron a Genghis Khan en uno de los conquistadores más importantes de todos los tiempos y, al final de la vida del gran kan, el Imperio mongol ocupaba una parte sustancial de Asia Central y China. Genghis Kan y su historia de conquista tienen una temible reputación en las historias locales. Muchos cronistas medievales e historiadores modernos describen las conquistas de Genghis Kan como una destrucción total a una escala sin precedentes que condujo a una disminución drástica de la población en algunas regiones como resultado tanto de los exterminios masivos como de la hambruna. Las estimaciones del número de personas que murieron como consecuencia de las campañas militares de Genghis Khan van desde unos cuatro millones en las estimaciones más conservadoras hasta sesenta millones en los relatos históricos más liberales. Por otro lado, el reino budista uigur de Qocho, por ejemplo, lo veía como un libertador y abandonó voluntariamente el imperio Qara Khitai para convertirse en vasallos mongoles. Genghis Khan también fue retratado benéficamente por fuentes del Renacimiento temprano por respeto a la gran difusión de la cultura, la tecnología y las ideas a lo largo de la Ruta de la Seda bajo el Imperio mongol. 
Más allá de sus éxitos militares, los logros civiles de Genghis Kan incluyeron el establecimiento de la ley mongola y la adopción del alfabeto uigur como sistema de escritura en sus vastos territorios. También practicó la meritocracia y la tolerancia religiosa. Los mongoles actuales lo consideran el padre fundador de Mongolia por unificar las tribus nómadas del noreste de Asia. Al poner la Ruta de la Seda bajo un entorno político cohesivo, también facilitó considerablemente la comunicación y el comercio entre el noreste de Asia, el sudoeste asiático musulmán y la Europa cristiana, impulsando el comercio global y expandiendo los horizontes culturales de todas las civilizaciones euroasiáticas de la época.

## Etimología
Su verdadero nombre era Temüyín (en chino tradicional, 鐵木眞; en chino simplificado, 铁木真; pinyin, Tiěmùzhēn), que significa 'de hierro o herrero'. La versión china es T'ie mou jen, que significa 'hombre supremo en la tierra'. Gengis es el nombre que recibió tras ser entronizado como gran kan de los mongoles en 1206. Es un título que en mongol se escribe actualmente con caracteres cirílicos como Чингис Хаан, en chino es 成吉思汗 (pinyin: Chèngjísī Hàn) y en turco Cengiz Han o Cengiz Kaan.
En español la grafía tradicional es Gengis Kan, aunque también se encuentra escrito como Gengis Khan, Genghis Khan, Gengis Jan, Cingiz Jan, etc. Como variante de la realización fonética del nombre, también puede hallarse la forma Genguis Kan.
La pronunciación original de su nombre en español moderno sería Chinguis Jaan (ver arriba) o Yenguis Jaan. En otras lenguas europeas, como el inglés o el francés, la ortografía más habitual es "Genghis Khan", ya que en estos idiomas no existe el sonido "j" /χ/, y se representa con kh, que tiene valor fonético de /k/ aspirada en esas lenguas.
El nombre Chinguis procede probablemente de la raíz mongola chin, con el significado de "fuerte, firme, inconmovible"; el término "kan" etimológicamente significa "rey" en mongol y turco, mientras que la palabra Chinguis significa "océano" o "universal", esto es: Rey Universal. En la época se pensaba que la tierra era una vasta llanura rodeada de agua, por lo que también se le denomina como "señor de todos los océanos". En alusión a este título, la ciudad de Pekín fue conocida fuera de China por el nombre de Cambaluc (o Janbalic) en la época de dominio mongol (véanse los viajes de Marco Polo o Ibn Battuta).

## Biografía

### Linaje y nacimiento

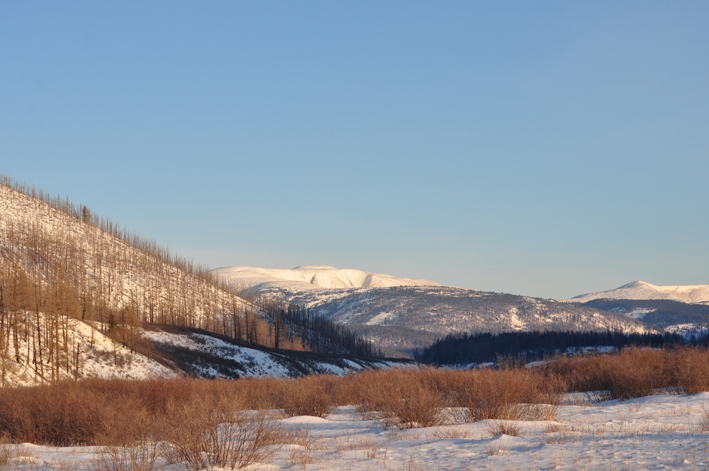
Montaña Burjan Jaldun

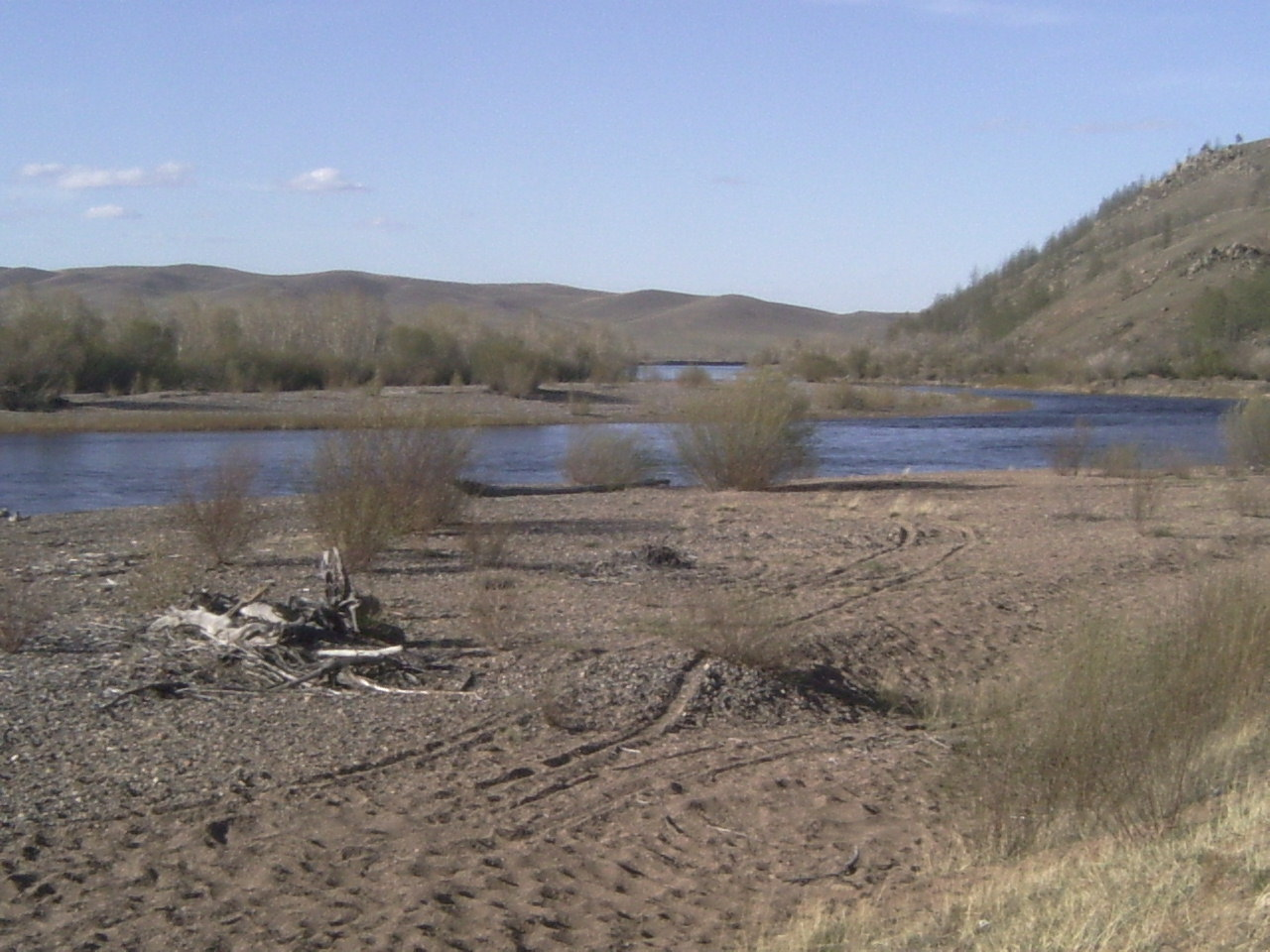
Otoño en el río Onon, Mongolia, la región donde nació y creció Temüyin

Temüyín nació en un ambiente aristocrático, en una sociedad profundamente feudal. Fue el primer hijo de Hoelun, segunda esposa de Yesügei, que era el jefe del clan Borjigin en la confederación nómada mongola Jamag, sobrino de Ambaghai y Qutula Kan, y aliado de Toghrul de la tribu Keraita. Temüyín estaba emparentado por parte de su padre con Qabul Kan (un noble que había hostilizado las fronteras de la China yurchen y recibido de ellos el título de kan), Ambaghai y Qutula Kan, que habían encabezado la confederación Khamag Mongol y eran descendientes de Bodonchar Munkhag (c. 900), mientras que su madre, Hoelun, pertenecía al sublinaje Olkunut de la tribu Jongirad. El origen noble de Temüyín le facilitó, más adelante, solicitar ayuda a las demás tribus mongolas y, finalmente, consolidarlas.
La fecha y el lugar de nacimiento de Gengis Kan son bastante inciertos; los relatos históricos asignan fechas de nacimiento que van desde 1155 a 1182 y una gran variedad de posibles lugares de nacimiento. El historiador árabe Rashid al-Din afirmó que Gengis Kan nació en 1155, mientras que la Historia de Yuan anota su año de nacimiento como 1162, y fuentes tibetanas presentan inverosímilmente 1182 como la fecha correcta. Estudios históricos modernos han confirmado en gran medida que la fecha de 1162 presentada por la historia china es la más realista, dados los importantes problemas asociados a cómo las fechas de 1155 o 1182 se reflejarían en otros acontecimientos de la línea temporal de Gengis Kan. Aceptar una fecha de nacimiento en 1155, por ejemplo, convertiría a Gengis Kan en padre a la edad de 30 años e implicaría que comandó personalmente la expedición contra los tanguts a la edad de 72 años. La Historia secreta de los mongoles relata que Temüyín era un bebé durante el ataque de los merkits, mientras que una fecha de nacimiento de 1155 le habría hecho tener 18 años. La fecha de 1162 ha sido confirmada por varias fuentes, incluyendo un estudio de 1992 sobre el calendario mongol encargado por la UNESCO, que sugirió la fecha concreta del 1 de mayo de 1162.
El lugar de nacimiento de Gengis Kan está en gran medida rodeado de misterio, con una amplia gama de ubicaciones propuestas, muchas de ellas en las proximidades de la montaña Burjan Jaldun. Uno de estos lugares es Dulun-Boldaq, que se encuentra cerca de los ríos Onon y Kerulen.

### Crianza tribal
Temüyín creció con tres hermanos, Qasar, Jachiun y Temüge, una hermana, Temülen, y dos hermanastros, Bekter y Belgutei. Como era habitual entre los nómadas de Mongolia, los primeros años de Temüyín estuvieron marcados por las dificultades.
A los nueve años, su padre le arregló un matrimonio y lo entregó a la familia de su futura esposa Börte, de la tribu Khongrad. Temüyín habría de vivir allí al servicio del jefe de familia Dai Setsen hasta la edad núbil de 12 años. Mientras se dirigía a su casa, su padre se topó con los tártaros vecinos, que habían sido enemigos de los mongoles durante mucho tiempo, y le ofrecieron comida bajo el disfraz de hospitalidad, pero en lugar de ello lo envenenaron. Al enterarse de esto, Temüyín volvió a casa para reclamar el puesto de jefe de su padre, pero la tribu lo rechazó y abandonó a la familia, dejándola sin protección.
A partir de este momento la familia de Temüyín (él, su madre y sus seis hermanos) se vieron abocados a vivir en la indigencia, alimentándose de frutos silvestres y de la recolección agrícola, así como de la pesca, cadáveres de bueyes, marmotas y otras presas menores cazadas por Temüyín y sus hermanos. Todo esto se vio agravado por la persecución a la que se vieron sometidos por los clanes rivales, especialmente el de los taichi´ut, que aspiraba al posible kanato dejado vacante por la muerte de Yesugei. Durante este tiempo, la madre de Temüyín, Hoelun, le enseñó sobre la política mongola, incluyendo la falta de unidad entre los diferentes clanes y la necesidad de los matrimonios concertados para solidificar alianzas temporales, y alianzas militares fuertes para asegurar en última instancia la estabilidad de Mongolia. De hecho, más tarde tuvo éxito, en parte, por el papel de su madre como guerrera en la batalla.
Con el tiempo, el hermanastro mayor de Temüyín, Behter, comenzó a ejercer el poder como el varón mayor de la familia, lo que creó tensiones en la familia que se desbordaron durante una excursión de caza de los hombres de la familia y que resultó en la muerte de Behter a manos de Temüyín y su hermano Qasar.
Más tarde, en una incursión alrededor del año 1177, Temüyín fue capturado por los antiguos aliados de su padre, los Tayichi'ud, y fue esclavizado y, según se dice, humillado al ser aprisionado en una canga (una forma de cepo portátil). Con la ayuda de un guardia misericordioso, escapó de la ger (yurta) por la noche escondiéndose en una grieta del río. La fuga le ganó a Temüyín alguna reputación. En este período, mediante la participación en razzias entre otras actividades, comenzó a adquirir fidelidades de otros individuos jóvenes, muchas veces en su misma situación, que se unieron a él. Pronto, Jelme y Bo'orchu se unieron a él, y ellos y el hijo del guardia, Chilaun, finalmente se convirtieron en generales de Gengis Kan. Su más fiel compañero fue el primero que se le unió, Bo'orchu, con quien cabalgó en su juventud ayudándole a arrancar a los bandidos tai-eschutos a sus ocho caballos, la única fortuna que tenía en ese momento. Otro personaje de bastante importancia fue Jamukha, un joven de sangre noble que realizó juramento de anda o «hermano jurado», al igual que Bo'orchu, con Temüyín. Parece ser que la posición de Jamukha ayudó en cierta medida a su anda a subir posiciones en la carrera hacia el poder, aunque más tarde, celoso de su amigo de la infancia se volvió en su contra.
Así se comenzó a formar el núcleo de lo que en un futuro sería su guardia imperial. Pero más importante que el apoyo de Jamukha fue el de un antiguo aliado de su padre que había sido anda de este: Togrhul, kan de los keraitas, que le aceptó como un jefe de segunda fila. Su posición ahora favorable, unida al propio magnetismo personal de Temüyín, le proporcionó la adhesión voluntaria de aún más hombres a sus filas.
En este momento se produce un incidente que va a afianzar aún más el poder de Temuyín: su mujer Börte es raptada por un clan merkita, pero ya entonces Temüyín está en condiciones de pedir apoyo militar y Jamukha se suma con su clan a una ofensiva, tras la cual el clan merkita es derrotado y la posición del futuro Gengis Kan se afianza.
Disputas y rivalidades por el poder llevaron a la separación de Jamukha y su anda, de tal forma que el primero intentó retirar el apoyo a Temüyín, pero por motivos de linaje, de carisma personal o de mejor posición, muchos clanes bajo el mando de Jamukha se separaron de él para ponerse voluntariamente bajo el mando de Temüyín.

## Unificación y expansión
Al final del siglo XII los yurchen en China promovieron una campaña contra los tártaros, a quienes habían utilizado anteriormente para eliminar a Qabul Kan, y que ahora se habían vuelto demasiado fuertes, empezando a resultar una amenaza. Para ello propusieron a los clanes keraitas (bajo el mando de Togril) luchar contra sus vecinos por el oeste mientras los propios yurchen atacarían por el sur. Al lado de su aliado lucharían Temüyín y sus hombres.
Cuando la campaña terminó, los tártaros habían dejado de ser un pueblo independiente y habían sido sometidos al poder de ambos clanes. Los chinos otorgaron títulos a sus aliados, pero en estos se reflejaba una subordinación de Temüyín a Togril, que recibió el título de wang (rey). Después de esta importante victoria ambos aliados siguieron sometiendo a una serie de tribus vecinas y ampliando aún más su poder. Y Jamukha, viendo semejante ascensión, reunió una coalición de todas las tribus descontentas o resentidas con Temüyín y su aliado.
El Wang-Heang Togril, quizás también asustado por el creciente aumento de poder de Temüyín, ahora su anda, o debido a su avanzada edad, comenzó a desarrollar una actitud reacia a colaborar, hasta que acabó significando la ruptura. Concretamente, el desencadenante fue la negativa del Togril a dar a su hija en matrimonio a Jochi (hijo mayor de Temüyín) esto provocó la ruptura y el preludio para la guerra entre ambas facciones. El Wang-Kan se alió con Jamukha y le puso al frente de su ejército. Cuando se produjo el enfrentamiento las divisiones internas entre la facción de Jamukha y Togril les llevaron a la derrota, así como el abandono de muchos clanes que luchaban a su lado para adherirse voluntariamente a la causa de Temüyín, bajo la que veían mejores posibilidades de futuro.
Se produjo de esta manera la caída de los keraitas y el final de su existencia como clan independiente. Ahora el poder que más directamente competía con el futuro Kan eran los naimanos, bajo cuya protección se habían refugiado Jamukha y sus seguidores. Los naimanos no tardaron en ser derrotados y sometidos (aunque bastantes sectores lo hicieron de nuevo de forma voluntaria).

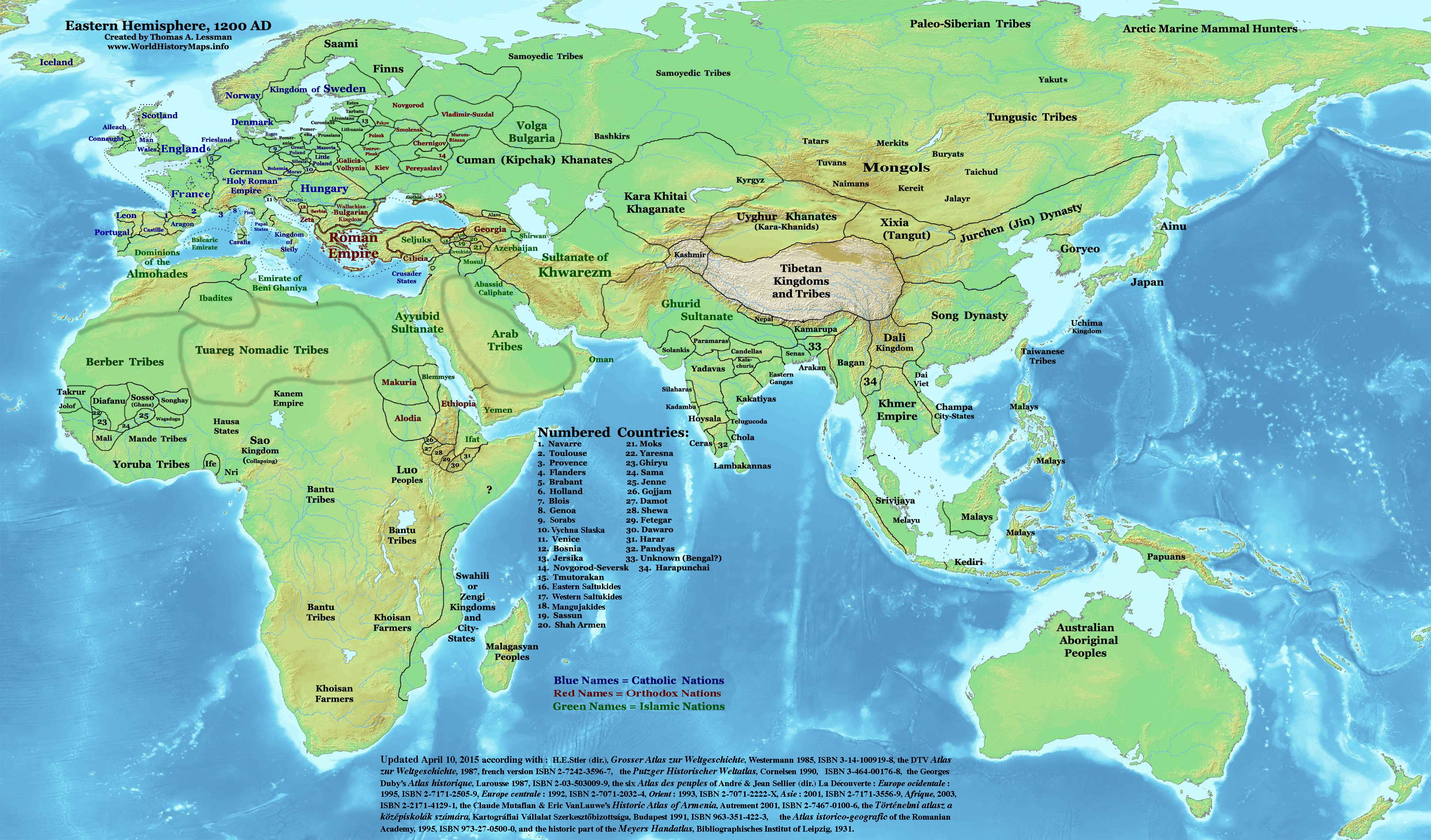
Hemisferio oriental en el año 1200.

Según la Historia secreta de los mongoles, poco después dos generales de Jamukha lo entregaron a Gengis Kan, pero este consideró que como habían traicionado a su anterior líder, nada impedía que lo hicieran con él y los mandó ejecutar. Gengis le ofreció a Jamukha el perdón por ser su hermano de sangre pero este le contestó que como había un solo sol en el cielo solo podía haber un Señor de la Tierra y le pidió que le diera una muerte noble, sin sangre. Gengis Kan cumplió el último deseo de su hermano de sangre e hizo que le rompieran la columna vertebral (1206).
Los restos del clan merkita, que habían sido aliados de los naimanos fueron derrotados por Subotai, miembro de la guardia personal de Temüyin y personaje que llegaría a ser el general más brillante al servicio del kan.
En el año 1206 se celebra una juriltai, a las orillas del río Onon, que tradicionalmente se señala como el punto decisivo en la vida política de Temüyín. En este momento toma el título de Gran Kan (khaqan) y el nombre de Gengis Kan (Gengis significa “océano”, con lo que quería significar una soberanía tan amplia como el mar que circundaba la tierra, algo así como kan universal). También es en este momento cuando todas las tribus que formaban parte de la confederación pasan a denominarse mongoles y es bastante posible que la Yassa se promulgase en esta juriltai.

### Campañas de unificación (1181-1206)

Imperio mongol durante sus diversas etapas.

- 1185: Merkitas atacan a los Kiutes, tribu de Temüyín, secuestran a su esposa llamada Börte. Este escapa y se alía con los keraitos destruyendo a los merkitas.
- 1188: Vence a los taieschutos.[30]
- 1197: Inicia conflicto con los keraítas.
- 1201: Se vuelve enemigo de Jamukha.
- 1203: Somete a los naimanos y keraitas.
- 1204: Varias tribus proclaman a Temüyín rey de Mongolia, pero otras se niegan a reconocerlo. Se inicia la guerra contra la coalición de Jamukha.
- 1206: Somete a los restos de los merkitas y acaba con los tártaros. Muerte de Jamukha. Es proclamado rey de toda Mongolia sin rivales importantes.
- 1207: Somete a los kirguises.
- 1209: Somete a los uigures.
- 1218: Somete a los kitán.

Tras su coronación el Kan ordenó liberar a todos los esclavos de origen mongol que fueron reemplazados por otros de origen chino y persa de las campañas posteriores. También ordenó crear escuelas de medicinas con sabios chinos y luego persas.
En un escaso período sometió a los oirates y kirguises, también a los uigures. Y una vez asentadas las bases de este gran poder comenzó la verdadera expansión, es decir, la invasión de las grandes potencias sedentarias que limitaban con Mongolia.
Son múltiples las teorías que explican las razones del inicio de esta expansión: se puede explicar por la explosión demográfica que se produjo en Mongolia en el siglo XIII (llegando a dos millones de mongoles), o bien como consecuencia de una desecación de los pastos que empujase a estas poblaciones a buscar nuevos territorios por los que extenderse, pero probablemente la teoría que mejor explica esta expansión es la que se fundamenta en la propia razón de ser del régimen: las tribus de las estepas estaban unidas principalmente, y como era de esperar de un pueblo guerrero, por la vía militar; si no se le daba a esa formación un objetivo claro la coalición de tribus rápidamente se disolvería como ya había ocurrido en otras ocasiones. Era, por tanto, necesario buscar un enemigo común, y si además podía proporcionar abundante botín y riquezas para todos, mejor. Así, se planteó la gran ambición de los pueblos nómadas de las estepas: la conquista de China.
China estaba dividida en el siglo XII en cuatro reinos, el primero en ser atacado fue el de Hsi-hsia o Xixia. Los pueblos de la frontera, en principio aliados de los chinos, comenzaban ya por estas fechas a perder su lealtad hacia los jin y tras una serie de duros ataques capitularon y se sometieron al poderío mongol. Es necesario resaltar la minuciosidad de Gengis Kan, el cual siempre, antes de invadir a un pueblo más avanzado, reunía información de forma exhaustiva mediante los habitantes de las fronteras o, la mayoría de las veces, mediante comerciantes, casi siempre musulmanes (a estos les convenía ver las estepas bajo un solo caudillo). Con este reino sometido Gengis Kan ya tenía una plataforma adecuada para atacar a los yurchen, además estaba ganando una importante experiencia a la hora de combatir ciudades sedentarias fortificadas.
El ataque a los jin se enfocó como un conflicto de carácter nacional y racial en el que los pueblos turco-mongoles se unían contra los pueblos que ocupaban las provincias septentrionales de China. De esta forma los öngutos que custodiaban las fronteras norteñas de los chin y otros pueblos como los ch´i-tan (kitán), se unieron con rapidez a la causa mongola. Así Gengis Kan llegó hasta Pekín en 1214, aunque la ciudad fue tomada un año más tarde por Muqali, uno de sus generales, requiriéndose la atención del Gran Kan en el oeste.

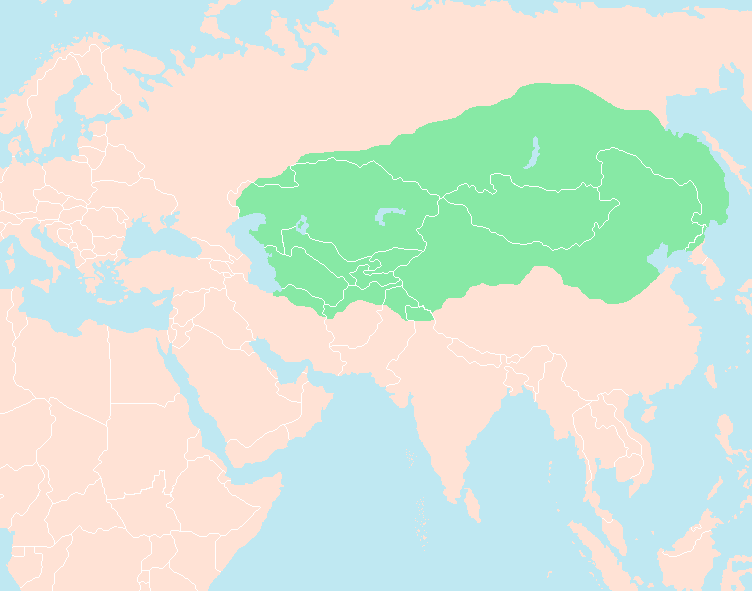
Situación del Imperio mongol en 1227 a la muerte de Gengis Kan.

Poco después el avance mongol en China se detuvo, probablemente debido a dos factores. Por un lado, la propia visión de Gengis Kan le llevó a la conclusión de que una penetración más profunda en China supondría de su recién creado ejército un esfuerzo demasiado agotador, y además lo dejaba a merced de algunos pueblos nómadas no totalmente “domados” que se situaban en sus flancos, y que podían aprovechar el momento para asestar un duro golpe a su imperio. Por otro lado, en aquellos momentos el sur de China se hallaba en una situación bastante más favorable que la zona septentrional, de por sí más débil. El dominio total de China no habría de llegar por tanto hasta los tiempos del nieto de Gengis Kan: Kublai que llegará a ser uno de los más importantes emperadores de China. En estas circunstancias Gengis Kan cesó su avance en China y volvió para eliminar algunos núcleos de resistencia naimanos y merkitas en la zona del Altái.
El derrotado líder de los naimanos se había refugiado con los restos de su ejército en el kanato de Kara-Kitai y había sustituido a los turcos musulmanes en el gobierno. En ese momento gran parte de sus vasallos se agregaron voluntariamente a las filas del jan mongol. Kuchlug (el líder naimano), tomó serias represalias contra los traidores y contra muchas facciones islámicas que lo apoyaban. De esta manera aquellos que se habían unido al Kan pidieron auxilio y Jebe (otro de los importantes generales de la guardia personal de Gengis Kan) llegó al reino de Kara-kitai con un ejército mongol y fue recibido como un liberador, eliminando a Kuchlug en 1218 e incorporando el reino de Kara-kitai al naciente imperio mongol.
Así, por primera vez, el extenso imperio mongol tenía una frontera con el Imperio corasmio, un estado musulmán gobernado por el sah Mohamed II. Este era un punto comercial muy importante y Gengis Kan había intentado propiciar un libre paso de mercaderes a toda la extensión del imperio, por lo que en un principio no pareció tener intenciones de atacar este estado. Sin embargo, el gobernante de Otrar atacó una importante caravana que regresaba de Mongolia y que además llevaba una misión diplomática mongola, negándose más tarde a pagar retribución por el saqueo y asesinato de sus miembros. Esto, y la tentación de hacerse con el control total de las rutas comerciales entre oriente y occidente, impulsaron a Gengis Kan a atacar a los musulmanes.
De nuevo, recopilando información de los mercaderes, preparó con gran cuidado su ataque, que dividió en tres grupos. El sah, que no confiaba demasiado en su ejército por diversas disquisiciones internas, había dividido sus contingentes en grupos pequeños, fáciles de asaltar por separado, quizá para asegurarse que no adquiriese demasiado poder el factor militar. Esta falta de cohesión dentro del propio estado musulmán, y la actitud del sah, que escapó con su corte en cuanto los mongoles hicieron su aparición, propició una rápida victoria por parte de Gengis Kan y sus generales. Así, asoló Bujará y Samarcanda, que se había convertido en la capital de Corasmia, mientras dos de sus generales avanzaban sobre otras ciudades al norte y al sur.
El heredero del sah Jalal ad-Din Mingburnu, por otra parte un genial estratega y muy apoyado por el pueblo, presentó batalla a los mongoles con el ejército que consiguió reorganizar de su padre y a pesar de enfrentarse al grueso del ejército mongol podía haber hecho algo de no verse envuelto en luchas y rivalidades internas. En este caso también se puede decir que la caída del reino corasmio se debió a la inestabilidad interna, principalmente. El avance mongol fue imparable, de forma que cuando el Gran Kan marchó en el 1223 el reino de Corasmia había sido completamente conquistado.
Después de esto Gengis Kan se dedicó a reprimir revueltas y afianzar su poder en el este, en especial en la zona de Hsi-Hsia que se había negado a enviar tropas para la última campaña tras atisbarse focos de posible rebelión. Estos focos no quedaron exterminados hasta la muerte del Gran Kan en el año 1227.

## Campañas militares, 1207-1227

### Dinastía Xia occidental
Durante el ascenso político de Gengis Kan en 1206, el Imperio Mongol creado por Gengis Kan y sus aliados compartía sus fronteras occidentales con las de la dinastía tangut de Xia Occidental. Al este y al sur de la dinastía Xia Occidental se encontraba la dinastía Jin, militarmente superior, fundada por los yurchens manchúes, que gobernaban el norte de China además de ser los gobernantes supremos tradicionales de las tribus mongolas durante siglos.
Si bien era militarmente inferior a su vecina Jin, Xia Occidental seguía ejerciendo una importante influencia en las estepas septentrionales adyacentes. Tras la muerte del líder de los keraitas Ong Kan a manos del emergente imperio mongol de Temüjín en 1203, el líder keraita Nilqa Senggum lideró a un pequeño grupo de seguidores hacia Xia Occidental antes de ser expulsado posteriormente de este territorio.
Utilizando como pretexto el refugio temporal de su rival Nilga Senggum en Xia Occidental, Temüjín lanzó una incursión contra el estado en 1205 en la región de Ejin. Al año siguiente, en 1206, Temüjín fue proclamado formalmente Gengis Kan, gobernante de todos los mongoles, marcando el inicio oficial del Imperio Mongol, y ese mismo año el emperador Huanzong de Xia Occidental fue depuesto por Li Anquan en un golpe de Estado. En 1207, Genghis lideró otra incursión en Xia Occidental, invadiendo la región de Ordos y saqueando Wuhai, la principal guarnición a lo largo del río Amarillo, antes de retirarse en 1208. A continuación, Gengis empezó a prepararse para una invasión a gran escala, organizando a su pueblo, su ejército y su estado para prepararse primero para la guerra.
Al invadir Xia Occidental, Temüjín ganaría un vasallo que pagaría tributos, y también tomaría el control de las rutas de caravanas a lo largo de la Ruta de la Seda y proporcionaría a los mongoles unos valiosos ingresos. Además, desde Xia Occidental podría lanzar incursiones a la aún más rica dinastía Jin. Creía correctamente que el joven gobernante de la dinastía Jin, más poderoso, no acudiría en ayuda de Xia Occidental. Cuando los tanguts solicitaron ayuda a la dinastía Jin, se les negó. A pesar de las dificultades iniciales para capturar las ciudades de Xia Occidental, Gengis Kan consiguió obligar al emperador Renzong a someterse al estatus de vasallo.

### Dinastía Jin

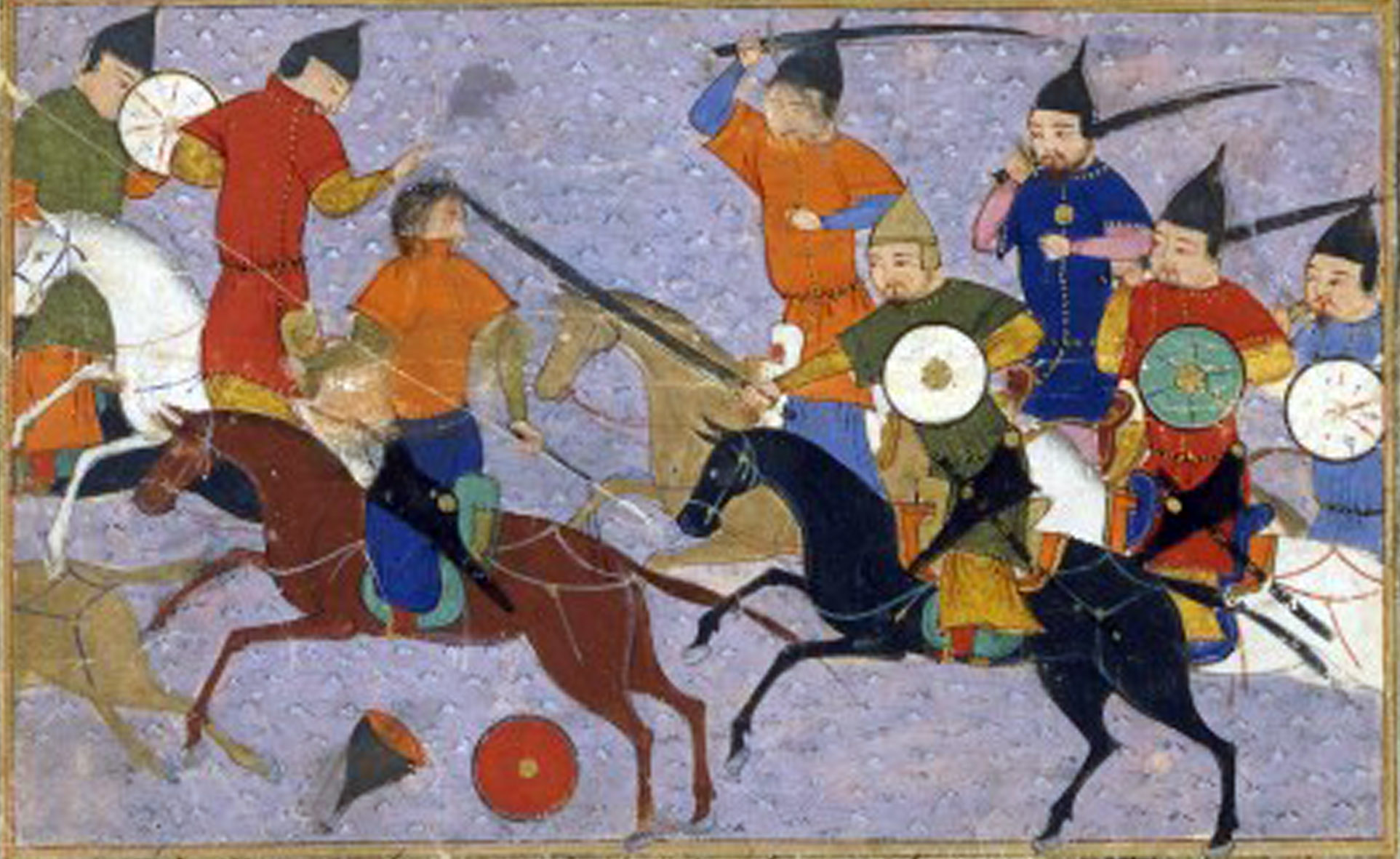
Batalla entre guerreros mongoles y chinos

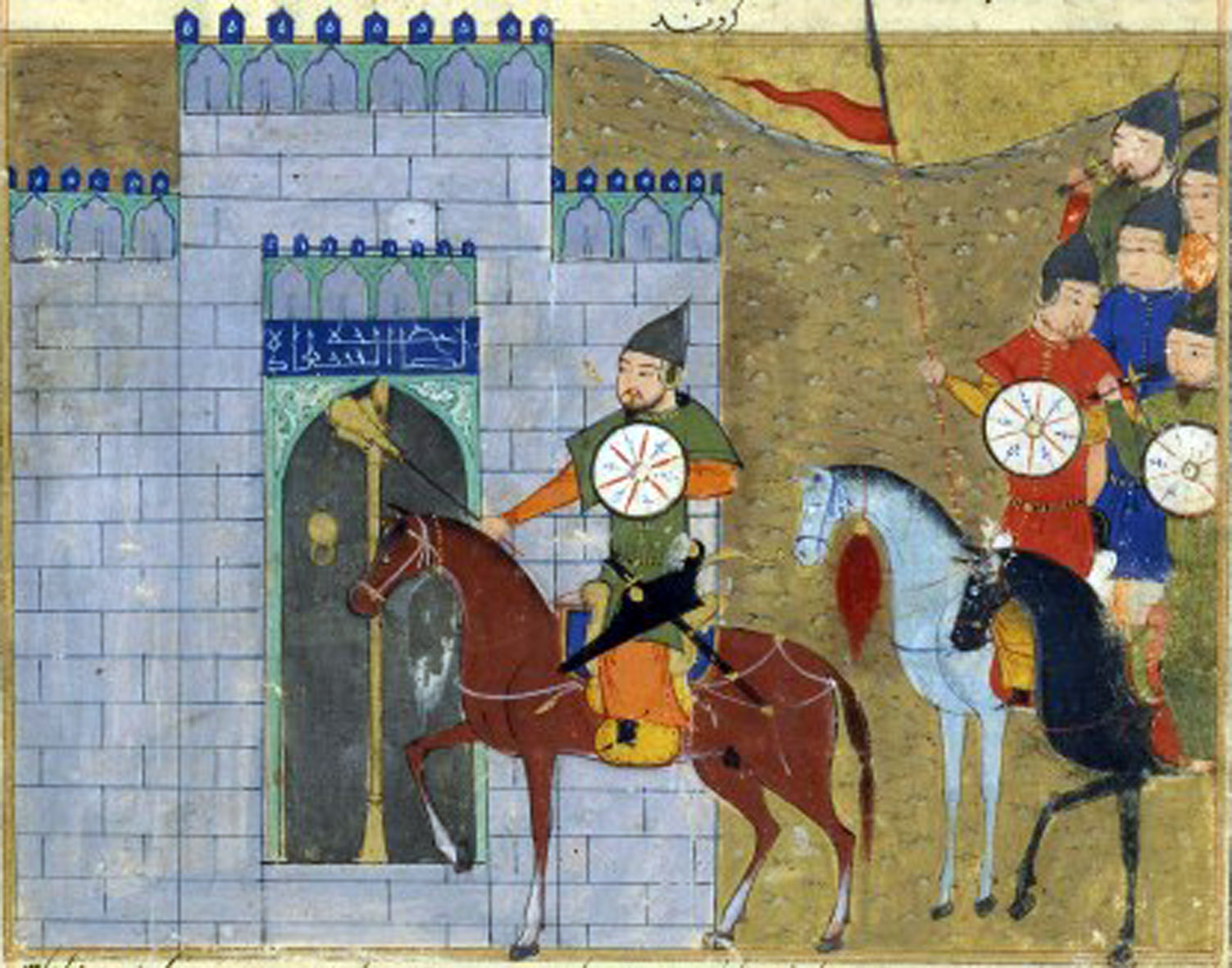
Gengis Kan entrando en Pekín.

En 1211, tras la conquista de Xia Occidental, Gengis Kan planeó de nuevo conquistar la dinastía Jin. Por suerte para los mongoles, Wanyan Jiujin, el comandante de campo del ejército Jin, cometió varios errores tácticos, como evitar atacar a los mongoles a la primera oportunidad utilizando su abrumadora superioridad numérica, decidiendo en cambio fortificarse inicialmente tras la Gran Muralla. En la subsecuente batalla de Yehuling, a la que el comandante jin se comprometió más tarde con la esperanza de utilizar el terreno montañoso en su favor contra los mongoles, el emisario del general, Shimo Ming'an, desertó al lado mongol y, en cambio, les entregó información de inteligencia sobre los movimientos del ejército jin, que fue en consecuencia superado tácticamente, provocando cientos de miles de bajas entre los jin. Tantas, de hecho, que décadas más tarde, cuando el sabio taoísta Qiu Chuji cruzaba por este paso para reunirse con Gengis Kan, se quedó atónito al ver todavía los huesos de tanta gente esparcidos por el paso. A su regreso, acampó cerca de este paso durante tres días y rezó por las almas difuntas. En 1215, Gengis asedió la capital Jin de Zhongdu (la actual Pekín). Según el escritor y periodista Ivar Lissner, los habitantes recurrieron a disparar cañones con oro y plata contra los mongoles y sus cañones de avancarga cuando se les acabó el suministro de metal para las municiones. La ciudad fue capturada y saqueada. Esto obligó al gobernante Jin, el emperador Xuanzong, a trasladar su capital al sur, a Kaifeng, abandonando la mitad norte de su imperio a los mongoles. Entre 1232 y 1233, Kaifeng cayó en manos de los mongoles bajo el reinado del tercer hijo y sucesor de Gengis, Ögedei Kan. La dinastía Jin colapsó en 1234, tras el asedio de Caizhou.

### Kara-Kitai
Kuchlug, el Kan depuesto de la confederación Naimana que Temüjin derrotó y plegó a su Imperio Mongol, huyó hacia el occidente y usurpó el kanato de Kara Kitai (también conocido como Liao Occidental, ya que se estableció originalmente como remanente de la dinastía Liao). Gengis Kan decidió conquistar el Kara Kitai y derrotar a Kuchlug, posiblemente para sacarlo del poder. Para esta época el ejército mongol estaba agotado tras diez años de campaña continua en China contra las dinastías Xia occidental y Jin. Por lo tanto, Gengis envió apenas dos tumen (20.000 soldados) contra Kuchlug, al mando de su general más joven, Jebe, conocido como «La Flecha».
Con un ejército tan pequeño, los mongoles invasores se vieron obligados a cambiar de estrategia y recurrieron a incitar a una revuelta interna entre los seguidores de Kuchlug, dejando al Kara Kitai más vulnerable a la conquista mongola. Como resultado, el ejército de Kuchlug fue derrotado al oeste de Kasgar. Kuchlug huyó de nuevo, pero pronto fue perseguido por el ejército de Jebe y ejecutado. Para 1218, como resultado de la derrota de Kara Kitai, el imperio mongol y su control se extendían hasta el oeste del lago Baljash, que limitaba con Corasmia, un estado musulmán que llegaba hasta el mar Caspio al oeste y el golfo Pérsico y el mar Arábigo al sur.

### Imperio Corasmio

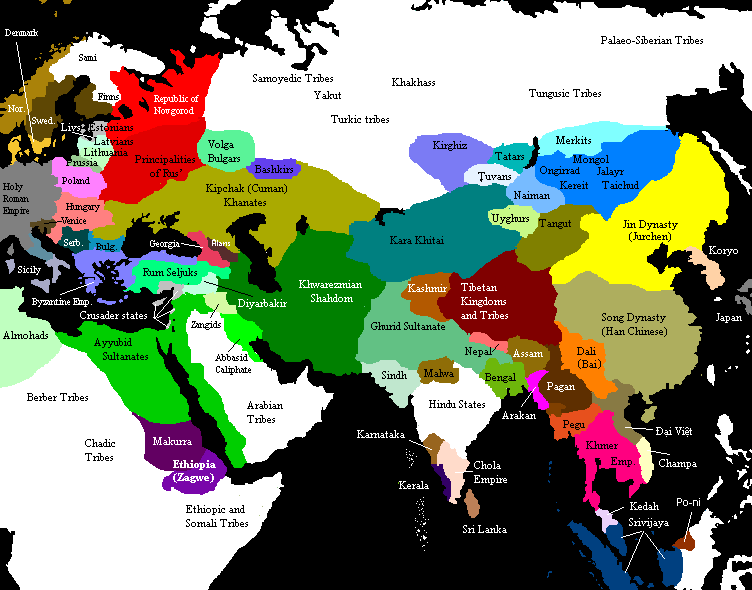
Imperio corasmio (jorezmita) (verde) c. 1200, antes de las invasiones mongolas

A principios del siglo XIII, la dinastía corasmiana estaba gobernada por el sha Ala ad-Din Muhammad. Gengis Kan vio la ventaja potencial de Corasmia como socio comercial a través de la Ruta de la Seda, e inicialmente envió una caravana de 500 hombres para establecer lazos comerciales oficiales con el imperio. Gengis Kan y su familia y comandantes invirtieron en la caravana oro, plata, seda, varios tipos de tejidos y telas y pieles para comerciar con los comerciantes musulmanes de las tierras de Corasmia. Sin embargo, Inalchuq, el gobernador de la ciudad corasmiana de Otrar, atacó la caravana, alegando que en ésta viajaban espías y que, por tanto, era una conspiración contra Corasmia. La situación se complicó aún más porque el gobernador se negó más tarde a pagar por el saqueo de las caravanas y a entregar a los responsables. Genghis Kan envió entonces un segundo grupo de tres embajadores (dos mongoles y un musulmán) para reunirse con el Sha mismo, en lugar de con el gobernador Inalchuq. El Sha hizo rasurar a todos los hombres y decapitar al musulmán y envió su cabeza de vuelta con los dos embajadores restantes. Indignado, Gengis Kan planeó una de sus mayores campañas de invasión organizando a unos 100.000 soldados (10 tumens), a sus generales más capaces y a algunos de sus hijos. Dejó un comandante y un número de tropas en China, designó que sus sucesores fueran miembros de su familia y probablemente nombró a Ögedei como su sucesor inmediato y luego salió hacia Corasmia.

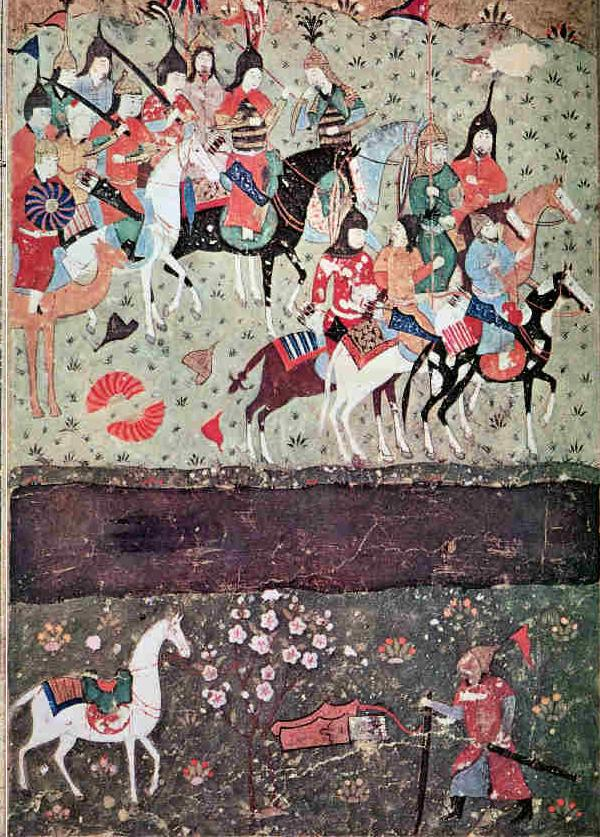
Genghis Khan mira asombrado mientras el corasmio Jalal ad-Din se prepara para vadear el Indo.

El ejército mongol comandado por Gengis Kan, sus generales e hijos cruzaron la cordillera de Tien Shan entrando en el área controlada por el imperio corasmio. Después de recopilar información de muchas fuentes, Gengis Kan preparó cuidadosamente su ejército, que se dividió en tres grupos. Su hijo Jochi dirigió la primera división hacia el noreste de Corasmia. La segunda división bajo el mando de Jebe marchó en secreto hacia la parte sureste de Corasmia para formar, con la primera división, un ataque en pinza sobre Samarkanda. La tercera división al mando de Gengis Kan y Tolui marchó hacia el noroeste y atacó Corasmia desde esa dirección.
El ejército del Sha estaba dividido por diversas rencillas internas así como por la decisión del Sha de dividir su ejército en pequeños grupos concentrados en varias ciudades. Esta fragmentación fue decisiva en las derrotas de Corasmia, ya que permitió que los mongoles, aunque agotados por el largo viaje, se dispusieran inmediatamente a derrotar a pequeñas fracciones de las fuerzas de Corasmia en lugar de enfrentarse a una defensa unificada. El ejército mongol se apoderó rápidamente de la ciudad de Otrar, apoyándose en una estrategia y táctica superiores. Gengis Kan ordenó la masacre al por mayor de muchos de los civiles, esclavizó al resto de la población y ejecutó a Inalchuq vertiendo plata fundida en sus orejas y ojos, como retribución por sus acciones.
A continuación, Gengis Kan sitió la ciudad de Bujará. Bujará no estaba fuertemente fortificada, con apenas un foso y una única muralla, y la ciudadela típica de las ciudades corasmias. Los dirigentes de la ciudad abrieron las puertas a los mongoles, si bien una unidad de defensores turcos mantuvo la ciudadela durante otros doce días. Los supervivientes de la ciudadela fueron ejecutados, los artesanos y obreros fueron enviados a Mongolia, los jóvenes que no habían luchado fueron reclutados por el ejército mongol y el resto de la población fue enviada a la esclavitud.Tras la rendición de Bujará, Gengis Kan también dio el paso sin precedentes de entrar personalmente en la ciudad, tras lo cual ordenó que los aristócratas y las élites de la ciudad fueran llevados a la mezquita, donde, a través de intérpretes, les sermoneó sobre sus fechorías, diciendo: «Si no hubieran cometido grandes pecados, Dios no les habría enviado un castigo como yo».

Conquistas y movimientos significativos de Gengis Kan y sus generales.

Con la captura de Bujará, el camino quedó despejado para que los mongoles avanzaran sobre la capital, Samarcanda, que poseía unas fortificaciones significativamente mejores y una guarnición mayor en comparación con Bujará. Para derrotar a la ciudad, los mongoles emprendieron una intensa guerra psicológica, que incluyó el uso de prisioneros corasmianos capturados como escudos humanos. Después de varios días, apenas unos pocos soldados restantes, partidarios leales del sha, ofrecían aún alguna resistencia en la ciudadela. Tras la caída de la fortaleza, Gengis ejecutó a todos los soldados que habían tomado las armas contra él. Según el historiador persa Ata-Malik Juvayni, el pueblo de Samarcanda recibió entonces órdenes de evacuar y reunirse en una llanura a las afueras de la ciudad, donde fueron masacrados y se levantaron pirámides con las cabezas cortadas como símbolo de la victoria. Asimismo, Juvayni escribió que en la ciudad de Termez, al sur de Samarcanda, «toda la gente, tanto hombres como mujeres, fue expulsada a la llanura y dividida según su costumbre habitual, y luego todos fueron asesinados».
El relato de Juvayni sobre asesinatos masivos en estos lugares no está corroborado por la arqueología moderna. En lugar de matar a las poblaciones locales, los mongoles tendían a esclavizar a los conquistados y enviarlos a Mongolia para que actuaran como mano de obra servil o retenerlos para utilizarlos en la guerra. El efecto en cualquier caso fue la despoblación masiva.El apilamiento de una «pirámide de cabezas cortadas» no ocurrió en Samarcanda, sino en Nishapur, donde el yerno de Gengis Kan, Toquchar, cayó muerto por una flecha disparada desde las murallas de la ciudad después de que los residentes se rebelaran. El Kan permitió entonces que su hija viuda, que estaba embarazada en ese momento, decidiera el destino de la ciudad, y ésta decretó la muerte de toda la población. También ordenó supuestamente que se sacrificaran todos los perros, gatos y otros animales de la ciudad, «para que ningún ser vivo sobreviviera al asesinato de su marido».La sentencia fue debidamente ejecutada por el hijo menor del Kan, Tolui. Según relatos muy difundidos, pero no verificados, las cabezas cortadas se colocaron en montones separados para hombres, mujeres y niños.
Casi al final de la batalla por Samarcanda, el Sha huyó en lugar de rendirse. Posteriormente, Gengis Kan ordenó a dos de sus generales, Subutai y Jebe, que destruyeran los restos del imperio corasmio, dándoles 20.000 hombres y dos años para hacerlo. El Sha murió en circunstancias misteriosas en una pequeña isla del mar Caspio a la que se había retirado con las fuerzas leales que le quedaban.
Mientras tanto, la rica ciudad comercial de Urgench seguía en manos de las fuerzas corasmias. El asalto a Urgench resultó ser la batalla más difícil de la invasión mongola y la ciudad cayó solamente después de que los defensores se defendieran con firmeza, luchando bloque a bloque. Las bajas mongolas fueron más altas de lo normal, debido a la desacostumbrada dificultad de adaptar las tácticas mongolas a la lucha en la ciudad. Como de costumbre, los artesanos fueron enviados a Mongolia, las jóvenes y los niños fueron entregados a los soldados mongoles como esclavos, y el resto de la población fue masacrada. El académico persa Juvayni afirma que a 50.000 soldados mongoles les dieron la tarea de ejecutar a veinticuatro ciudadanos de Urgench cada uno, lo que significaría que 1,2 millones de personas fueron asesinadas. Los académicos modernos consideran que estas cifras son inverosímiles desde el punto de vista logístico, pero que el saqueo de Urgench fue sin lugar a dudas un asunto sangriento.

### Otras conquistas
- Georgia, Crimea, Rus de Kiev y Bulgaria del Volga
- Dinastía Xia occidental y dinastía Jin

## Los ejércitos de Gengis Kan
Los mongoles eran un pueblo guerrero donde todos los hombres libres se entrenaban para la guerra desde jóvenes y con una tradición de jinetes muy poderosa y muy antigua. Esto, unido a las reformas radicales que introdujo Gengis Kan en la organización del ejército (división de este en grupos de 10.000, 1000, 100 y 10 hombres; el empleo de una importante red de mensajeros para enviar sus órdenes; el establecimiento de unos comisarios de logística para suministrar caballos de refresco y equipo; y por supuesto la formación de su guardia personal —compuesta en gran parte por sus hijos y otros familiares—), tuvo un papel clave en toda la historia del Imperio mongol.
Gengis Kan realizó reformas en su ejército que le dieron muchas claves de la victoria militar, reforzó hasta límites nunca alcanzados en las estepas la disciplina y dividió sus ejércitos en unidades decimales. Aunque este sistema ya era familiar a los turcos y a los propios mongoles, Gengis Kan introdujo una innovación al formar las unidades mezclando etnias y tribus, lo que obviamente mejoró la cohesión interna del ejército en los niveles más fundamentales.
El ejército se componía casi exclusivamente de caballería, aunque más tarde también dispondría de un cuerpo de ingenieros para realizar los asedios. El arco era el arma más efectiva y temida de los mongoles. Se trataba de un arco pequeño, fácil de usar mientras se marchaba velozmente a caballo, y muy tensado. Las flechas (que al ser fuertemente impulsadas podían atravesar armaduras) poseían en su parte posterior un dispositivo que con el aire emitía un silbido por el cual, prácticamente sin ver, el arquero mongol sabía la dirección hacia la que apuntaba. Los soldados mongoles solían vestir de forma adecuada para soportar bajas temperaturas, y solían ir equipados con todo aquello que les permitiese realizar grandes viajes, todo ello sin hacer de sus caballos animales de carga cuando en realidad estaban destinados a la guerra. Se tiene constancia de que los avíos de la tropa eran rigurosamente inspeccionados y se castigaba a aquellos que mantenían su equipo en malas condiciones.
La comida de campaña solía consistir en yogur y kumis (leche de yegua fermentada, esto es: una bebida alcohólica) y una bolsa de mijo que duraba varios días.
La formación más habitual de los mongoles consistía en dos líneas de caballería pesada al frente y tres líneas de caballería ligera detrás; ésta se adelantaba y utilizaba sus arcos para después retirarse y dejar paso a la devastadora caballería pesada.
El caballo mongol, derivado del tarpán, era pequeño y enjuto, muy bien adiestrado para la guerra (no olvidemos que se trata de pueblos nómadas con una larguísima tradición como criadores de ganado, incluidos los caballos). Podía alcanzar unos 15 km/h de media y los estribos (probablemente un invento chino) permitían al jinete disparar mientras se desplazaba a gran velocidad. El ejército mongol es el máximo ejemplo de efectividad en el manejo y aprovechamiento del predecesor de la guerra mecanizada.
Otro aspecto muy importante en la organización militar de Gengis Kan son las comunicaciones, a las que dedicó una atención especial. Construyó yans o puntos de posta para los mensajeros, con comida, bebida y caballos de repuesto. Gengis Kan jamás se embarcó en una campaña sin reunir toda la información que necesitase sobre su enemigo; era frecuente que los espías viajasen en las caravanas comerciales, o que se extrajese la información directamente de los comerciantes.
Un aspecto destacado de la figura de Gengis Kan es su utilización de la guerra psicológica y la implantación de un régimen de terror en muchos de los territorios conquistados. Los mongoles ejecutaron en algunos casos matanzas masivas entre la población de las ciudades conquistadas, y exhibían los resultados de estas para hacer cundir el pánico entre los habitantes de otros territorios.
Otra de las ventajas estratégicas fundamentales del ejército mongol es el desconocimiento que sus enemigos tenían de ellos, siendo así muy difícil para sus adversarios calcular su número. Se utilizaban estratagemas como montar muñecos en los caballos sobrantes, por ejemplo. Eso, unido a la gran movilidad de los ejércitos esteparios, ponía el factor sorpresa siempre de su lado.

## Derechos de las mujeres
Gengis Kan promulgó la "Yassa", una ley general que regía la vida ciudadana. En ella estableció medidas específicas relacionadas con la situación y los derechos de las mujeres: prohibió el secuestro de las mujeres, ya que era frecuente el secuestro de mujeres en las tribus vecinas para obligarlas a casarse, el adulterio y la venta de mujeres.[cita requerida] La ley establecía que todos los hijos de un hombre, con su esposa o su concubina, fueran hombres o mujeres, eran herederos legítimos. Autorizó a las mujeres a acceder al ejército y podían ocupar diversos puestos militares, entre ellos la defensa del campo de batalla.

## Logros
En 25 años el ejército mongol conquistó más tierras que el ejército romano en 400 años. El imperio era del tamaño de África, desde el océano Pacífico hasta el Mediterráneo. Una gran parte de la población actual del mundo vive en tierras conquistadas por Gengis —más de 30 países modernos con 3 000 millones de habitantes.

## Esposas, concubinas y descendencia

### Esposas y concubinas
Como era común entre los hombres mongoles poderosos, Gengis Kan tenía muchas esposas y concubinas. Con frecuencia adquiría esposas y concubinas de imperios y sociedades que había conquistado. Estas mujeres eran a menudo princesas o reinas que fueron tomadas cautivas, o regaladas a él. Gengis Kan le dio a varias de sus esposas de alto estatus sus propios ordos o campamentos para vivir y administrarlos. En cada campamento también vivían otras esposas jóvenes, concubinas e incluso niños. Se dice que tenía treinta y seis esposas. Era el trabajo del Kheshig (Guardia Imperial mongol) proteger las yurtas de las esposas de Gengis Kan. Los guardias debían prestar especial atención a la yurta y al campamento concretos donde dormía Gengis Kan, que podían cambiar cada noche cuando visitaba a diferentes esposas. Cuando Gengis Kan emprendía sus conquistas militares, por lo general se llevaba una esposa con él y dejaba al resto de ellas (y sus concubinas) administrar el imperio en su ausencia.[cita requerida]
Entre todas sus esposas y concubinas se destacaron estas siete siguientes mujeres que fueron sus esposas favoritas:
- Börte Qatun (c. 1162 - c. 1224), hija de Dei-Sechen y de Tachotan y perteneciente a la subtribu Olqonud de la tribu mongola Qongirat. Fue la esposa favorita y principal de Gengis Kan y líder de la primera corte de Gengis Kan;
- Yesugen (¿? - ¿?), fue una noble tártara, segunda hija de Yeke Cheren, un líder tártaro ejecutado por las fuerzas mongolas;
- Yesui (¿? - ¿?), fue una noble tártara, primera hija de Yeke Cheren. Cuando en 1227 Gengis Kan enfermó o hirió mortalmente, Yesui administró el gobierno para ocultar su condición;
- Qulan Qatun (c. 1164 - c. 1215), hija de Dair-Usun, kan de la confederación tribal mongol Merkita. Fue líder de la segunda corte de Gengis Kan. Su estatus en el Imperio Mongol fue superado solo por Börte;
- Möge Qatun (¿? - ¿?), perteneciente a la tribu Bakrin, era una concubina de Gengis Kan y, después de su muerte, fue esposa del hijo y sucesor de Gengis, Ögedei;
- Juerbiesu (1177 - 1213), Emperatriz consorte viuda de Kara-Kitai y Qatun consorte viuda de los Naiman. Su estatus era solo inferior al de sus otras emperatrices Hulan y Börte. Su nieta Linqgun Qatun se convirtió en esposa de Tolui, quien le dio a luz a su hijo Qutuqtu;
- Ibaqa Beki (¿? - ¿?), era la hija mayor del líder keraita Jaqa Gambhu, quien se alió con Gengis Kan para derrotar a los naimanos en 1204. Como parte de la alianza, Ibaqa fue entregada a Gengis Kan como esposa. Era hermana de Begtütmish Beki, quien se casó con el hijo mayor de Gengis Kan, Jochi, y de Sorghaghtani Beki, quien se casó con Tolui, el hijo menor de Gengis Kan con Börte.

### Descendencia
Son muchos los estudios relacionados con la descendencia de Gengis Kan. Una investigación internacional de 2003 aseguró que alrededor del 8 % de la población que vive actualmente en parte de lo que fue su imperio comparte el mismo segmento del cromosoma Y. Así se propuso que una posible explicación era que sean descendientes de Gengis Kan en su mayoría (y si no descendientes de sus ancestros), ya que este cromosoma se transmite a todos los varones y siempre se hereda del padre. Sin embargo, un análisis posterior basado en el análisis de ADN de tumbas de mongoles de esa época, cuestionó en parte esta explicación.
Esto se puede explicar debido al gran número de concubinas que pudo tener a su servicio como emperador y a que los territorios que conquistaba se quedaban casi sin una generación entera de jóvenes padres que murieron luchando contra los mongoles, y él y sus familiares que estaban en el ejército pudieron tener mucha descendencia con las mujeres que quedaban. 
A continuación se muestra el árbol genealógico con los descendientes de Gengis Kan. Incluye solamente los miembros más importantes de la familia. Este árbol genealógico está basado en crónicas mongolas y en registros persas (timúridas) como los de Rashid-al-Din Hamadani.

A pesar de que Gengis Kan tuvo una cantidad indeterminada de hijos, los siguientes fueron los que históricamente están documentados y/o tuvieron un incidencia histórica posterior.
1. Hijos habidos con Börte:
- Jöchi (c. 1182 - 1227), padre de Orda (fundador de la Horda Blanca), de Batú (fundador de la Horda Azul y de la Horda de Oro) y de Shaiban (fundador de la dinastía Shaybánida). Murió meses antes que su padre;
- Qojen Beki (c. 1182/1183 - ¿?), estaba comprometida con Tusaga, hijo de Senggum y nieto de Wang Kan, kan de la tribu keraíta; finalmente se casó con Botu, de la tribu Ikires, y viudo de su tía paterna Tümelün;
- Chagatai (c. 1183 - 1242), fundador de la rama y el kanato homónimos;
- Ögödei (c. 1186 - 1241), sucesor de su padre;
- Tolui (c. 1191 - 1232), estuvo a cargo del campamento principal de su padre y del grueso del Ejército Mongol, situados en Mongolia, durante el reinado de Ogodei, además de ser padre de Möngke, de Kublai (primer emperador de la dinastía Yuan de China) y de Hülagü (fundador del ilkanato de Persia);
- Alaqai Beki (c. 1191 - aprox. 1230), casada primero con Alaqush Digit Quri, kan de la tribu Ongüt; luego con su sobrino y heredero Jingue; y finalmente a su hijastro Boyaohe;
- Tümelün (¿? - ¿?), casado con Chigu, hijo de Anchen, hijo a su vez de Dei Seichen, padre de Börte
- Altalün (¿? - ¿?), casada con Chaur Setsen, hijo de Taiju Kurgen de la tribu Olkanut;
- Checheyigen (¿? - ¿?), casada con Törölchi, hijo de Quduka Beki, de la tribu Oirat.

2. Hijo habidos con Yesugen:
- Cha'ur (¿? - ¿?), no vivió hasta la edad adulta.

3. Hijo habido con Qulan Qatun:
- Qülgen (c. 1205 - 1238), comandante del Ejército Mongol, fue asesinado en 1238 durante el sitio de Kolomna durante la invasión mongola de la Rus de Kiev bajo el mando de su sobrino Batú Kan.

4. Hija habida con una concubina desconocida de bajo nivel:
- Il-Alti (¿? - aprox. 1230),  que fue entregada al jefe uigur Idi Qut, sin embargo Il-Alti, murió antes del matrimonio.

## Muerte
Según la Historia de Yuan, documento oficial encargado durante la dinastía Ming de China, Gengis Kan murió durante su última campaña contra Xia Occidental, cayendo enfermo el 18 de agosto de 1227 y falleciendo el 25 de agosto de 1227. La causa exacta de su muerte sigue siendo un misterio, y se atribuye a diversas causas: enfermedad, muerte en combate o heridas sufridas durante la caza o en batalla.Según La historia secreta de los mongoles, Gengis Kan se cayó de su caballo mientras cazaba y murió a causa de la herida. La Crónica de Galitzia y Volinia afirma que fue muerto en batalla contra Xia occidental, mientras que Marco Polo escribió que murió tras la infección de una herida de flecha que recibió durante su última campaña. Crónicas mongolas posteriores relacionan la muerte de Gengis con una princesa de Xia Occidental tomada como botín de guerra. Una crónica de principios del siglo XVII relata incluso la leyenda de que la princesa escondió una pequeña daga y lo apuñaló o castró. Sin embargo, todas estas leyendas se inventaron mucho después de la muerte de Gengis Kan. Por el contrario, un estudio de 2021 concluyó que probablemente murió de peste bubónica, tras investigar reportes de los signos clínicos que presentaron tanto el Kan como su ejército, que a su vez coincidían con los síntomas asociados a la cepa de peste presente en Xia Occidental en aquella época.
Años antes de su muerte, Gengis Kan pidió ser enterrado sin marcas, según las costumbres de su tribu.Tras su muerte, su cuerpo fue devuelto a Mongolia y presumiblemente a su lugar de nacimiento en Khentii Aimag, donde muchos suponen que está enterrado en algún lugar cerca del río Onon y la montaña Burjan Jaldun (parte de la cordillera de Jenti). Con todo, se desconoce actualmente el paradero de su tumba. Según la leyenda, la escolta funeraria mató a todo el que se cruzara en su camino para ocultar dónde fue enterrado finalmente. El mausoleo de Gengis Kan, construido muchos años después de su muerte, es su monumento conmemorativo, pero no su lugar de enterramiento. En la actualidad, la búsqueda de la tumba perdida del Gran Kan se ha convertido en uno de los grandes retos de la arqueología moderna.

## Representaciones en la cultura moderna
Gengis Kan ha inspirado películas, novelas, videojuegos o canciones:

### Películas
- The Golden Horde, película estadounidense de 1951 dirigida por George Sherman.
- The Conqueror, película estadounidense de 1956 protagonizada por John Wayne como Temüjin y Susan Hayward como Börte.
- I Mongoli, película ítalo-francesa de 1961 dirigida por André de Toth y Leopoldo Savona.
- Genghis Khan, película británico-estadounidense de 1965 protagonizada por Omar Sharif.
- Mongol, película ruso-mongola de 2007 dirigida por Sérgei Bodrov.
- Genghis Khan: To the Ends of the Earth and Sea, película japonesa-mongola de 2007 dirigida por Shinichiro Sawai.
- Tayna Chingis Khaana, película mongola de 2009 dirigida por Andrei Borissov
- En la serie de televisión Penn Zero: Part-Time Hero Phil menciona que antes de reclutar a Rippen, había postulado a Gengis Kan como el Villano a tiempo parcial.

### Videojuegos
- En videojuego de estrategia por turnos de 1985, Aoki Ōkami to Shiroki Mejika: Genghis Khan, en el que el jugador debe asumir el rol del emperador mongol y conquistar territorios. Tras este, saldrán secuelas como Genghis Khan (1987), Genghis Khan II: Clan of the Gray Wolf (1992) y Genghis Khan Aoki Ōkami to Shiroki Mejika IV (1998).
- En el videojuego de estrategia en tiempo real de 1999, Age of Empires II: The Age of Kings, existe una campaña exclusivamente basada en Gengis Kan, desde la unificación de las tribus mongolas, hasta la formación de su imperio.
- El videojuego de estrategia en tiempo real de 2012, Crusader Kings II, Gengis Kan es una de las principales figuras históricas que aparecen en el videojuego.
- La franquicia de Videojuegos Sid Meier's Civilization aparece como un personaje recurrente que lidera a la civilización de Mongolia.
- En el videojuego para celular European War VII Medieval tiene su leyenda de héroe llamada "águila de la estepa".
- En el videojuego de carreras Re-Volt, creado por Acclaim Entertainment, uno de los coches seleccionables de la categoría estándar lleva el nombre Genghis Kar, cuyo nombre es un evidente juego de palabras de Genghis Kan; el diseño de carro está inspirado en la estética de los soldados mongoles.

### Música
- El cantautor español Jules Sang se inspiró en su figura para la creación de la canción El Gran Kan dentro de su álbum Cuando estuvimos encerrados de 2020.
- La banda española de heavy metal Tierra Santa compuso una canción en su disco Mi Nombre Será Leyenda de 2013 llamada «Gengis Kan».
- La banda británica de heavy metal Iron Maiden compuso un instrumental en su disco Killers de 1981 llamado «Genghis Khan» en referencia al guerrero mongol.
- La banda alemana de heavy metal Running Wild compuso el tema «Genghis Khan» para el disco debut Gates to Purgatory lanzado en 1984.
- Para la película Mongol la banda de rock folclórico mongol Altan Urag participó junto al compositor Toumas Kantelinen  para la creación de la banda sonora de la cinta con canciones famosas cómo Blue Mark (Kuhkh Tolboton) que tiene diferentes versiones en la película y representa el tema principal de Gengis Kan, "Chase 1 & Chase 2", "At The Fire Place", "Second Battle", "Funeral and Robbery", entre otras, el mismo nombre de la banda significa "Familia del Khan", haciendo referencia a la grandeza y orgullo mongol.
- La banda mongola de heavy metal The Hu, ha lanzado canciones relacionadas con el emperador mongol, entre ellas ''The Great  Chinggis Khaan'', lanzada en el año 2019.
- La banda de pop alemana Dschingis Khan se llama así por la canción homónima que cantó en Eurovisión en 1979, con cuya letra rendía homenaje al emperador mongol.
- El artista argentino, Skay Beilinson, en su primer álbum como solista, A través del mar de los sargazos, estrenó una canción llamada «Gengis Kan».
- La banda sueca, Miike Snow, en su tercer álbum iii  cuenta con la canción "Genghis Khan".

### Cómics y manga
- Buronson, autor del famoso manga Hokuto No Ken, y Kentaro Miura, autor de obras como Berserk o Gigantomachia, en su famoso manga conjunto Oh-Roh, sitúan a Genghis Khan como uno de los antagonistas de la historia. A pesar de incluir elementos verídicos, describen e ilustran su figura como la de un ser de descomunal fuerza, muy diferente a la definición que se tiene sobre el conquistador mongol en los registros históricos.

### Ciencia
- En el año 2023, María Orlova y Nikolay Anisimov realizaron una investigación, en la cual descubrieron una nueva especie de un ácaro parásito, el cual llevan el nombre Macronyssus temujini; en honor a Genghis Khan.  La hembra ácaro fue extraída del murciélago Murina hilgendorfi sibirica. (Chiroptera: Vespertilionidae).   Dicha investigación se realizó en el territorio del parque Nacional "Tunkinsky" en la República de Buryatia (Rusia moderna), que formada parte del Imperio Mongol.[54]